# Папська Академія соціальних наук
Папська Академія соціальних наук (італ. Pontificia Accademia delle Scienze Sociali) — папська академія, виділена в 1994 році з Папської академії наук Папою Іваном Павлом II.
Іоанн Павло II оголосив про створення академії в 1991 році в motu proprio Centesinus annus. Офіційно вона була заснована в motu proprio Socialium scientarium від 1 січня 1994 року. Метою академії, відповідно до статуту, є «сприяння дослідженням і прогресу в соціальних, економічних і юридичних науках в світлі вчення Церкви».